# Buffalo Township (comté de Newton, Missouri)
Buffalo Township est un ancien township, situé dans le comté de Newton, dans le Missouri, aux États-Unis,.